# Elezioni regionali in Lombardia del 1995
Le elezioni regionali del 1995 in Lombardia si sono tenute il 23 aprile. Esse hanno visto la vittoria di Roberto Formigoni, sostenuto dal centro-destra, che ha sconfitto il candidato del centro-sinistra, Diego Masi.
Su 7.506.256 elettori hanno votato in 6.323.049 ovvero l'84,24%.

## Risultati
|                                      | Roberto Formigoni (FI-PP - AN - CCD - PS) ✔️ Presidente | 2 386 732                            | 41,07 | Forza Italia - Il Polo Popolare      | 1 455 706 | 29,24 | 28 |  |  |
| Alleanza Nazionale                   | Roberto Formigoni (FI-PP - AN - CCD - PS) ✔️ Presidente | 2 386 732                            | 41,07 | 496 939                              | 9,98      | 8     |    |  |  |
| Centro Cristiano Democratico         | Roberto Formigoni (FI-PP - AN - CCD - PS) ✔️ Presidente | 2 386 732                            | 41,07 | 110 058                              | 2,21      | 2     |    |  |  |
| Pensionati del Sole                  | Roberto Formigoni (FI-PP - AN - CCD - PS) ✔️ Presidente | 2 386 732                            | 41,07 | 14 518                               | 0,29      | –     |    |  |  |
| Seggi assegnati alla lista regionale | Seggi assegnati alla lista regionale                    | Seggi assegnati alla lista regionale | 41,07 | 16                                   |           |       |    |  |  |
|                                      | Diego Masi (Lombardia Democratica)                      | 1 591 417                            | 27,39 | Partito Democratico della Sinistra   | 821 280   | 16,50 | 11 |  |  |
| Popolari                             | Diego Masi (Lombardia Democratica)                      | 1 591 417                            | 27,39 | 321 314                              | 6,45      | 4     |    |  |  |
| Federazione dei Verdi                | Diego Masi (Lombardia Democratica)                      | 1 591 417                            | 27,39 | 154 624                              | 3,11      | 2     |    |  |  |
| Patto dei Democratici                | Diego Masi (Lombardia Democratica)                      | 1 591 417                            | 27,39 | 146 293                              | 2,94      | 2     |    |  |  |
| Federazione Laburista                | Diego Masi (Lombardia Democratica)                      | 1 591 417                            | 27,39 | 18 682                               | 0,38      | –     |    |  |  |
| Popolari e Democratici               | Diego Masi (Lombardia Democratica)                      | 1 591 417                            | 27,39 | 11 146                               | 0,22      | –     |    |  |  |
|                                      | Francesco Speroni                                       | 1 087 128                            | 18,71 | Lega Nord                            | 879 139   | 17,66 | 12 |  |  |
|                                      | Giuseppe Torri                                          | 459 051                              | 7,90  | Partito della Rifondazione Comunista | 381 221   | 7,66  | 5  |  |  |
|                                      | Marco Pannella                                          | 165 838                              | 2,85  | Lista Pannella - Riformatori         | 90 445    | 1,82  | –  |  |  |
| Fronte Autonomista                   | Marco Pannella                                          | 165 838                              | 2,85  | 5 596                                | 0,11      | –     |    |  |  |
|                                      | Carlo Fatuzzo                                           | 120 665                              | 2,08  | Partito Pensionati                   | 71 608    | 1,44  | –  |  |  |
| Totale                               | Totale                                                  | 5 810 831                            | 100   |                                      | 4 978 569 | 100   | 90 |  |  |
|                                      |                                                         |                                      |       |                                      |           |       |    |  |  |
| Schede bianche                       | Schede bianche                                          | 214 323                              | 3,39  |                                      |           |       |    |  |  |
| Schede nulle                         | Schede nulle                                            | 297 895                              | 4,71  |                                      |           |       |    |  |  |
| Votanti                              | Votanti                                                 | 6 323 049                            | 84,24 |                                      |           |       |    |  |  |
| Elettori                             | Elettori                                                | 7 506 256                            |       |                                      |           |       |    |  |  |

## Consiglieri eletti
| Collegio           | Lista                              | Eletto                     |
| ------------------ | ---------------------------------- | -------------------------- |
| Collegio regionale | Forza Italia - CCD - AN            | Roberto Formigoni          |
| Collegio regionale | Forza Italia - CCD - AN            | Alberto Zorzoli            |
| Collegio regionale | Forza Italia - CCD - AN            | Donato Giordano            |
| Collegio regionale | Forza Italia - CCD - AN            | Carlo Borsani              |
| Collegio regionale | Forza Italia - CCD - AN            | Guido Bombarda             |
| Collegio regionale | Forza Italia - CCD - AN            | Bruno Simini               |
| Collegio regionale | Forza Italia - CCD - AN            | Roberto Verga              |
| Collegio regionale | Forza Italia - CCD - AN            | Fabio Stefano Minoli Rota  |
| Collegio regionale | Forza Italia - CCD - AN            | Viviana Beccalossi         |
| Collegio regionale | Forza Italia - CCD - AN            | Milena Bertani             |
| Collegio regionale | Forza Italia - CCD - AN            | Marzio Tremaglia           |
| Collegio regionale | Forza Italia - CCD - AN            | Simona Mariani             |
| Collegio regionale | Forza Italia - CCD - AN            | Alessandro Fede Pellone    |
| Collegio regionale | Forza Italia - CCD - AN            | Michela Oberti             |
| Collegio regionale | Forza Italia - CCD - AN            | Alessandro Moneta          |
| Collegio regionale | Forza Italia - CCD - AN            | Agnese Pilat               |
| Milano             | Forza Italia-Il Polo Popolare      | Alberto Guglielmo          |
| Milano             | Forza Italia-Il Polo Popolare      | Maurizio Bernardo          |
| Milano             | Forza Italia-Il Polo Popolare      | Henry Richard Rizzi        |
| Milano             | Forza Italia-Il Polo Popolare      | Battista Onofrio Amoruso   |
| Milano             | Forza Italia-Il Polo Popolare      | Elena Gazzola              |
| Milano             | Forza Italia-Il Polo Popolare      | Giancarlo Morandi          |
| Milano             | Forza Italia-Il Polo Popolare      | Alessandro Folli           |
| Milano             | Forza Italia-Il Polo Popolare      | Luciano Valaguzza          |
| Milano             | Forza Italia-Il Polo Popolare      | Micaela Goren              |
| Milano             | Forza Italia-Il Polo Popolare      | Domenico Pisani            |
| Milano             | Partito Democratico della Sinistra | Fiorenza Bassoli           |
| Milano             | Partito Democratico della Sinistra | Pierangelo Ferrari         |
| Milano             | Partito Democratico della Sinistra | Marilena Adamo             |
| Milano             | Partito Democratico della Sinistra | Guido Galardi              |
| Milano             | Partito Democratico della Sinistra | Fabio Binelli              |
| Milano             | Lega Nord                          | Corrado Peraboni           |
| Milano             | Lega Nord                          | Elena Ceriani Selmi        |
| Milano             | Lega Nord                          | Corrado Tomassini          |
| Milano             | Alleanza Nazionale                 | Silvia Ferretti Clementi   |
| Milano             | Alleanza Nazionale                 | Piergianni Prosperini      |
| Milano             | Alleanza Nazionale                 | Massimo Corsaro            |
| Milano             | Rifondazione Comunista             | Giuseppe Torri             |
| Milano             | Rifondazione Comunista             | Corrado Delle Donne        |
| Milano             | Rifondazione Comunista             | Graziella Mascia           |
| Milano             | Popolari                           | Paolo Danuvola             |
| Milano             | Federazione dei Verdi              | Carlo Monguzzi             |
| Milano             | Patto dei Democratici              | Roberto Biscardini         |
| Milano             | Centro Cristiano Democratico       | Ombretta Fumagalli Carulli |
| Bergamo            | Lega Nord                          | Fabrizio Ferrari           |
| Bergamo            | Lega Nord                          | Alessandro Patelli         |
| Bergamo            | Forza Italia-Il Polo Popolare      | Gianfranco Ceruti          |
| Bergamo            | Forza Italia-Il Polo Popolare      | Carlo Saffioti             |
| Bergamo            | Forza Italia-Il Polo Popolare      | Luigi Bruno Ronchi         |
| Bergamo            | Partito Democratico della Sinistra | Agostino Agostinelli       |
| Bergamo            | Popolari                           | Battista Bonfanti          |
| Bergamo            | Alleanza Nazionale                 | Pietro Macconi             |
| Bergamo            | Rifondazione Comunista             | Ezio Locatelli             |
| Bergamo            | Federazione dei Verdi              | Federico Crippa            |
| Brescia            | Forza Italia-Il Polo Popolare      | Margherita Peroni          |
| Brescia            | Forza Italia-Il Polo Popolare      | Franco Nicoli Cristiani    |
| Brescia            | Forza Italia-Il Polo Popolare      | Giuseppe Romele            |
| Brescia            | Lega Nord                          | Corrado Della Torre        |
| Brescia            | Lega Nord                          | Germano Pezzoni            |
| Brescia            | Partito Democratico della Sinistra | Claudio Bragaglio          |
| Brescia            | Popolari                           | Remo Bernacchia            |
| Brescia            | Alleanza Nazionale                 | Vanni Ligasacchi           |
| Brescia            | Rifondazione Comunista             | Marco Lombardi             |
| Brescia            | Centro Cristiano Democratico       | Mario Scotti               |
| Brescia            | Patto dei Democratici              | Vittorino Baruffi          |
| Como               | Forza Italia-Il Polo Popolare      | Giuliano Sala              |
| Como               | Forza Italia-Il Polo Popolare      | Giorgio Pozzi              |
| Como               | Lega Nord                          | Franco Giorgelli           |
| Como               | Alleanza Nazionale                 | Romano La Russa            |
| Como               | Popolari                           | Giovanni Orsenigo          |
| Cremona            | Forza Italia-Il Polo Popolare      | Giovanni Rossoni           |
| Cremona            | Partito Democratico della Sinistra | Carla Spelta               |
| Lecco              | Forza Italia-Il Polo Popolare      | Giuseppe Gentile           |
| Lecco              | Lega Nord                          | Stefano Galli              |
| Lodi               | Forza Italia-Il Polo Popolare      | Marco Votta                |
| Mantova            | Partito Democratico della Sinistra | Sergio Cordibella          |
| Mantova            | Forza Italia-Il Polo Popolare      | Enzo Lucchini              |
| Pavia              | Forza Italia-Il Polo Popolare      | Francesco Fiori            |
| Pavia              | Forza Italia-Il Polo Popolare      | Alfredo Colloca            |
| Pavia              | Partito Democratico della Sinistra | Cesare Bozzano             |
| Pavia              | Lega Nord                          | Mario Fracassi             |
| Pavia              | Alleanza Nazionale                 | Carlo Nola                 |
| Sondrio            | Forza Italia-Il Polo Popolare      | Giovanni Bordoni           |
| Varese             | Forza Italia-Il Polo Popolare      | Paolo Valentini Puccitelli |
| Varese             | Forza Italia-Il Polo Popolare      | Massimo Buscemi            |
| Varese             | Forza Italia-Il Polo Popolare      | Gianluigi Farioli          |
| Varese             | Lega Nord                          | Claudio Bartoli            |
| Varese             | Lega Nord                          | Giovanni Motta             |
| Varese             | Partito Democratico della Sinistra | Daniele Marantelli         |
| Varese             | Alleanza Nazionale                 | Luca Ferrazzi              |